# Coryne hincksi
Coryne hincksi är en nässeldjursart som beskrevs av Bonnevie 1898. Coryne hincksi ingår i släktet Coryne och familjen Corynidae. Inga underarter finns listade i Catalogue of Life.